# Porte de la Barbacane
La porte de la Barbacane est une porte de ville située à La Palme, en France.

## Localisation
La porte de ville est située sur la commune de La Palme, dans le département français de l'Aude.

## Historique
L'édifice est inscrit au titre des monuments historiques en 1926.